# 綾瀬はるか「戦争」を聞く
綾瀬はるか「戦争」を聞く（あやせはるかせんそうをきく）は、テレビ番組、および書籍のタイトル。

## テレビ番組
2010年よりNews23での特別企画として放送される。綾瀬はるかが戦争体験者の声に耳を傾ける。

## 書籍
2013年4月、岩波書店から岩波ジュニア新書で放送が書籍化された『綾瀬はるか「戦争」を聞く』が出版される。2010年からの12回分の放送がまとめられた内容。
2016年7月、『綾瀬はるか「戦争」を聞くⅡ』が出版される。